# Cerro Torre
Il Cerro Torre è una cima situata in Patagonia. Si trova a ovest del Fitz Roy, ai margini del ghiacciaio continentale del campo di ghiaccio Patagonico Sud, nel settore in attesa di delimitazione sul confine tra Argentina e Cile, risalente all'accordo del 1998. La sua vetta è considerata fra le più spettacolari e inaccessibili del mondo perché, qualunque via si scelga, bisogna affrontare almeno 900 metri di parete granitica, per arrivare ad una cima perennemente ricoperta da un "fungo" di ghiaccio, con anche le condizioni meteorologico-climatiche della regione particolarmente sfavorevoli.

## Controversie sulla prima ascensione
Negli anni cinquanta vi furono diversi tentativi di salita al Cerro Torre. In particolare, nel 1958 due spedizioni italo-argentine tentarono la salita contemporaneamente ed in maniera indipendente tra di loro. Una era guidata da Bruno Detassis e aveva tra i suoi componenti Cesare Maestri, l'altra era guidata da Walter Bonatti e Carlo Mauri. Entrambe dovettero rinunciare all'impresa per motivi logistici. Nel 1959, Bonatti e Mauri avevano preventivato un secondo tentativo, ma abbandonarono prima ancora di partire quando seppero che un'altra spedizione italiana, guidata da Maestri, era partita prima di loro.
La spedizione di Cesare Maestri comprendeva anche il ghiacciatore Toni Egger e Cesarino Fava. Maestri ed Egger partirono all'assalto della vetta, mentre Fava rimase al campo per supporto. Dopo una settimana Maestri fu ritrovato in stato confusionale, e raccontò a Cesarino Fava di aver raggiunto la vetta il 31 gennaio insieme ad Egger, che era poi caduto durante la discesa portando con sé la macchina fotografica e quindi le prove del successo.
La vicenda diede vita a numerose polemiche. Molte spedizioni tentarono di ripetere l'itinerario descritto da Maestri, ma senza riuscirvi; i resoconti riportavano da un lato notevoli discrepanze tra le descrizioni di Maestri e le caratteristiche effettivamente riscontrate sulle pareti, dall'altro la mancanza di tracce riscontrate del passaggio della prima spedizione.
Maestri tornò ad affrontare il Cerro Torre nel 1970 insieme ad Ezio Alimonta, Daniele Angeli, Claudio Baldessarri, Carlo Claus e Pietro Vidi. La cordata salì per una nuova via, lungo la parete Sud-Est, portando con sé un trapano a compressore con il quale Maestri attrezzò circa 350 m di parete con 360 chiodi a pressione. Questi giunse fino al termine della parete rocciosa, ma non salì il fungo di ghiaccio terminale della montagna poiché, come affermò in seguito, "non fa veramente parte della montagna". Durante la discesa, in un gesto di sfida, Maestri lasciò appeso il compressore all'ultimo chiodo, circa 30 metri sotto l'inizio del fungo di ghiaccio, quindi a 60 metri dalla vetta. Tentò inoltre di spaccare i chiodi piantati, ma dovette tuttavia interrompere l'operazione, finendo per rompere soltanto gli ultimi chiodi.
La prima ascensione che non diede adito a polemiche è stata compiuta il 13 gennaio 1974 da una spedizione del gruppo dei Ragni di Lecco; in quell'occasione giunsero in vetta Daniele Chiappa, Mario Conti, Casimiro Ferrari e Pino Negri.

## Altre salite

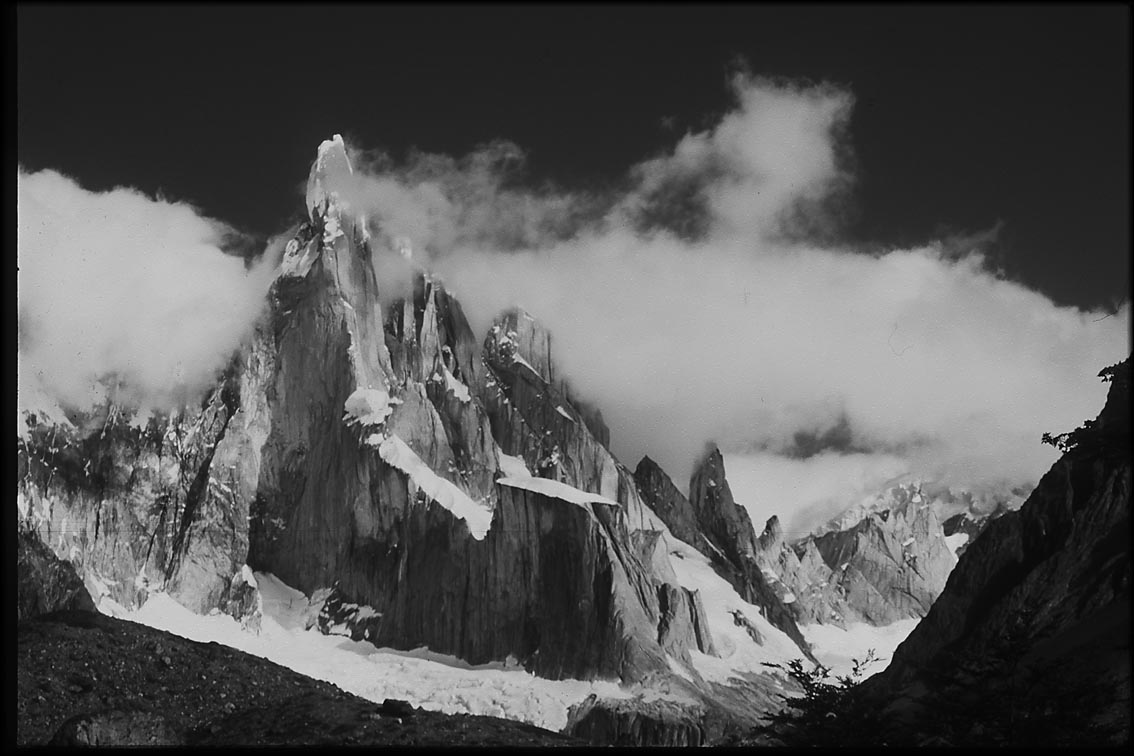
Cerro Torre

La via del compressore (detta anche via Maestri o Compressor route) fu ripercorsa nel 1979 dall'americano Jim Bridwell che riscontrò che i chiodi lasciati dalla spedizione del 1970 s'interrompono a 30 metri dal fungo terminale.
Il 26 novembre 1985 Marco Pedrini compie la prima ascesa in solitaria della via del compressore. Impresa documentata nel film Cumbre di Fulvio Mariani. Nell'ottobre del 1987 Rosanna Manfrini compie la prima salita femminile lungo la "via Maestri" in cordata con il compagno Maurizio Giordani.
Nel 2005 Ermanno Salvaterra, uno dei maggiori conoscitori del Torre e il primo a scalarlo d'inverno (nel luglio 1985), fino ad allora sostenitore di Maestri, ripercorse la via del '59 insieme a Rolando Garibotti e riuscì a raggiungere la cima. Non trovò tracce di un precedente passaggio e scoprì che la via segue un tragitto diverso da quello che per anni aveva descritto Maestri.
Il 16 gennaio 2012 l'americano Hayden Kennedy e il canadese Jason Kruk hanno salito con piccole varianti la via del compressore senza utilizzare quasi nessuno dei chiodi a pressione. Hanno utilizzato solo alcune soste e hanno rinviato in totale cinque spit (quattro di Ermanno Salvaterra del 1999 e uno di Chris Geisler del 2011) incontrando difficoltà di 5.11 e A2. Durante la discesa inoltre i due hanno rimosso gran parte dei chiodi a pressione.
Il 20 e 21 gennaio 2012 l'austriaco David Lama, accompagnato dal connazionale Peter Ortner, riesce a liberare la via del compressore. La via si discosta in alcuni tratti dalla linea originale e la salita è stata resa ancora più difficile dalla schiodatura degli americani Kennedy e Kruk di pochi giorni prima.

## Nella cultura
- Il tentativo di scalare il Cerro Torre da parte di due famosi alpinisti è il soggetto del film Grido di pietra (Cerro Torre: Schrei aus Stein), girato nel 1991 dal celebre regista tedesco Werner Herzog su idea originale di Reinhold Messner,[23] e interpretato da Vittorio Mezzogiorno, Mathilda May, Stefan Glowacz e Brad Dourif.